# Кульский, Леонид Адольфович
Леонид Адольфович Кульский (10 апреля 1903, Новорадомск — 25 ноября 1993) — советский химик, академик АН УССР (с 26 декабря 1969 года), Заслуженный деятель науки и техники УССР.

## Биография
Родился 10 апреля 1903 года в городе Новорадомске (теперь Радомско, Польша). В 1925 году окончил Киевский институт народного образования, в 1928 году — Ленинградский университет. С 1934 года работал в АН УССР, с 1938 года — в Институте общей и неорганической химии АН УССР.
Умер 25 ноября 1993 года. Похоронен в Киеве на Байковом кладбище.

## Научная деятельность
Леонид Кульский — один из основоположников научного направления химической технологии — химии и технологии очистки воды и основатель школы украинских учёных, которые работают в этой отрасли.
Результаты исследований Леонида Кульского получили практическое применение при реконструкции ряда водопроводов и крупных предприятий УССР и РСФСР. Разработал аппаратуру для обработки воды.

## Награды и премии
- орден Ленина (22.07.1982)
- орден Трудового Красного Знамени
- орден «Знак Почёта» (01.10.1944)
- медали
- Государственная премия Украинской ССР в области науки и техники (1976)

## Избранные публикации
- Кульский Л. А. Серебряная вода, ее свойства и применение. — 3-е изд., доп. и перераб. — Киев: Изд-во АН УССР, 1956. — 40 с.
  - Кульский Л. А. Серебряная вода, ее свойства и применение. — 4-е изд. — Киев: Изд-во АН УССР, 1962. — 60 с. — (Серия научно-популярной литературы).
  - Кульский Л. А. Серебряная вода. — 5-е изд., доп. и перераб. — Киев: Наукова думка, 1968. — 104 с.
  - Кульский Л. А. Серебряная вода. — 6-е изд., доп. и перераб. — Киев: Наукова думка, 1971. — 140 с.